# Fonctionnelle
Une fonctionnelle, en mathématiques, est une application d'un espace vectoriel — généralement un espace vectoriel de fonctions — vers son corps de scalaires. Lorsqu'une fonctionnelle est linéaire, on parle de forme linéaire.
Ce terme peut également être utilisé comme adjectif correspondant au nom fonction — voir par exemple programmation fonctionnelle.

## Référence
Nicolas Bourbaki, Éléments d'histoire des mathématiques [détail des éditions], p. 267, aperçu sur Google Livres : « L'idée générale de « fonctionnelle » (c'est-à-dire une fonction à valeurs numériques définie dans un ensemble dont les éléments sont eux-mêmes des fonctions numériques d'une ou de plusieurs variables réelles) s'était dégagée dans les dernières décennies du XIXe siècle, en liaison avec le calcul des variations, d'une part, la théorie des équations intégrales de l'autre. »